# Marija Vuković
Marija Vuković (montenegrinisch-kyrillisch Марија Вуковић; * 21. Januar 1992 in Knin, Kroatien) ist eine montenegrinische Leichtathletin, die sich auf den Hochsprung spezialisiert hat.

## Sportliche Laufbahn
Erste Erfahrungen bei internationalen Meisterschaften sammelte Marija Vuković als Fünfzehnjährige bei den Jugendweltmeisterschaften 2007 in Ostrava, bei denen sie aber mit 1,65 m in der Qualifikation ausschied, wie auch bei den Juniorenweltmeisterschaften in Bydgoszcz ein Jahr darauf. 2009 wurde sie bei den Mittelmeerspielen in Pescara Fünfte und Neunte bei den Jugendweltmeisterschaften in Brixen. Wenige Wochen später gewann sie bei den Junioreneuropameisterschaften im serbischen Novi Sad mit übersprungenen 1,89 m die Silbermedaille. 2010 gewann sie die Goldmedaille bei den Juniorenweltmeisterschaften in Moncton und qualifizierte sich damit auch für die Europameisterschaften in Barcelona, bei denen sie mit 1,87 m in der Qualifikation ausschied.
2011 gewann sie bei den Spielen der kleinen Staaten Europas (GSSE) die Goldmedaille und belegte bei den Junioreneuropameisterschaften in Tallinn den achten Platz. Bei den Weltmeisterschaften im südkoreanischen Daegu schied sie diesmal mit 1,80 m in der Qualifikation aus. Auch 2013 gewann sie die Goldmedaille bei den GSSE in Luxemburg. 2015 nahm sie an den Halleneuropameisterschaften in Prag teil, konnte sich aber ein weiteres Mal nicht für das Finale qualifizieren. Hingegen siegte sie bei den GSSE in Reykjavík zum dritten Mal. Bei den erstmals ausgetragenen Europaspielen in Baku gewann sie ebenfalls Gold und belegte bei den Studentenweltspielen in Gwangju den vierten Platz. 2016 nahm sie an den Europameisterschaften in Amsterdam teil, schied dort aber mit 1,85 m in der Qualifikation aus, wie auch bei den Halleneuropameisterschaften 2017 in Belgrad. Bei den GSSE in Serravalle siegte sie zum vierten Mal in Folge und qualifizierte sich auch für die Weltmeisterschaften in London, bei denen sie mit 1,85 m in der Qualifikation ausschied. Bei der Universiade in Taipeh zwei Wochen später belegte sie erneut den vierten Platz. 2018 gewann sie bei den Balkan-Hallenmeisterschaften in Istanbul mit 1,89 m die Silbermedaille und bei den Freiluftmeisterschaften in Stara Sagora belegte sie mit einer Höhe von 1,80 m den fünften Platz, ehe sie bei den Europameisterschaften in Berlin mit 1,81 m in der Qualifikation ausschied.
2019 gewann sie bei den Balkan-Hallenmeisterschaften in Istanbul mit neuem Hallenrekord von 1,92 m die Silbermedaille und schied danach bei den Halleneuropameisterschaften in Glasgow mit 1,89 m in der Vorrunde aus. Anschließend siegte sie bei den GSSE in Bar mit übersprungenen 1,86 m und gewann bei den Balkan-Meisterschaften in Prawez mit 1,80 m die Bronzemedaille, ehe sie bei den Weltmeisterschaften in Doha mit 1,85 m den Finaleinzug verpasste. 2020 gewann sie bei den Balkan-Hallenmeisterschaften in Istanbul mit 1,88 m die Silbermedaille und bei den Freiluftmeisterschaften in Cluj-Napoca wurde sie mit 1,84 m Vierte. Im Jahr darauf steigerte sie in Belgrad ihren eigenen Hallenrekord auf 1,93 m und siegte kurz darauf bei den Balkan-Hallenmeisterschaften in Istanbul mit übersprungenen 1,90 m. Anschließend belegte sie bei den Halleneuropameisterschaften in Toruń mit 1,92 m den siebten Platz. Ende Juni steigerte sie sich bei den Balkan-Meisterschaften in Smederevo auf 1,97 min und siegte damit überlegen und erfüllte zudem die Qualifikationsnorm für die Olympischen Spiele in Tokio, bei denen sie mit 1,96 m im Finale den neunten Platz belegte. Anschließend siegte sie mit 1,88 m bei der Hungarian GP Series Budapest.
2022 steigerte sie ihren Hallenrekord auf 1,96 m und gewann bei den Balkan-Hallenmeisterschaften in Istanbul mit einer Höhe von 1,90 m die Silbermedaille hinter der Bulgarin Mirela Demirewa. Anschließend belegte sie bei den Hallenweltmeisterschaften in Belgrad mit 1,95 m den vierten Platz. Anfang Juni siegte sie mit 1,95 m bei der Filothei Women Gala und anschließend gewann sie auch bei den Mittelmeerspielen in Oran mit 1,92 m die Goldmedaille. Daraufhin schied sie bei den Weltmeisterschaften in Eugene mit 1,90 m in der Qualifikationsrunde aus. Im August gewann sie dann bei den Europameisterschaften in München mit 1,95 m die Silbermedaille hinter der Ukrainerin Jaroslawa Mahutschich. Im Jahr darauf schied sie bei den Halleneuropameisterschaften in Istanbul mit 1,87 m in der Qualifikationsrunde aus. Im Juni wurde sie bei der 3. Liga der Team-Europameisterschaft im Zuge der Europaspiele in Chorzów mit 1,87 m Erste. Anschließend belegte sie bei den Balkan-Meisterschaften in Budapest mit 1,83 m den vierten Platz und schied dann bei den Weltmeisterschaften in Budapest mit 1,85 m in der Qualifikationsrunde aus. 2024 belegte sie bei den Balkan-Meisterschaften in Izmir mit 1,70 m den siebten Platz und brachte anschließend bei den Europameisterschaften in Rom in der Vorrunde keinen gültigen Versuch zustande. Im Jahr darauf siegte sie mit 1,80 m bei den Balkan-Hallenmeisterschaften in Belgrad, ehe sie bei den Halleneuropameisterschaften in Apeldoorn mit 1,85 m den achten Platz.
In den Jahren 2021 und 2023 wurde Vuković montenegrinische Meisterin im Hochsprung.

## Persönliche Bestleistungen
- Hochsprung: 1,97 m, 27. Juni 2021 in Smederevo (montenegrinischer Rekord)
- Dreisprung: 11,55 m (+1,0 m/s), 7. Juni 2008 in Bar (montenegrinischer U20-Rekord)